# NGC 3513
NGC 3513 é uma galáxia espiral barrada (SBb) localizada na direcção da constelação de Crater. Possui uma declinação de -23° 14' 39" e uma ascensão recta de 11 horas, 03 minutos e 45,8 segundos.
A galáxia NGC 3513 foi descoberta em 21 de Dezembro de 1786 por William Herschel.